# دنیس کیپراتو کیمتو
دنیس کیپراتو کیمتو (انگلیسی: Dennis Kipruto Kimetto؛ زادهٔ ۲۲ ژانویهٔ ۱۹۸۴) یک دونده ماراتن است.
این دونده کنیایی در چهل و یکمین مسابقه ماراتن برلین رکورد جهانی این ماده را جابجا کرد، او با زمان ۲ ساعت و ۲ دقیقه و ۵۷ ثانیه از خط پایان عبور کند و موفق شد رکورد قبلی را که توسط ویلسون کیپسانگ ثبت شده بود، ۲۶ ثانیه بهبود ببخشد. وی نخستین دونده‌ای است که ماراتون را زیر ۲ ساعت و ۳ دقیقه دویده است.